# Station Ebisu
Station Ebisu  (恵比寿駅, Ebisu-eki) is een treinstation in de wijk Ebisu in Shibuya (Tokio). Het station werd vernoemd naar het bier Yebisu, dat in de buurt gebrouwen wordt. Het bier werd op zijn beurt weer genoemd naar de Japanse god met dezelfde naam.

## Lijnen
- JR East
  - Yamanote-lijn
  - Saikyō-lijn
  - Shōnan-Shinjuku-lijn
- Tokyo Metro
  - Hibiya-lijn

## Perrons

### JR East
| 1 | ■Yamanote-lijn        | Station Shibuya • Station Shinjuku • Station Ikebukuro             |
| 2 | ■Yamanote-lijn        | Station Shinagawa • Station Tokio • Station Ueno                   |
| 3 | ■Saikyō-lijn          | Shibuya • Akabane • Kawagoe                                        |
| 3 | ■Shōnan-Shinjuku-lijn | Ōmiya • (verbonden met de Utsunomiya-lijn) Utsunomiya              |
| 3 | ■Shōnan-Shinjuku-lijn | Ōmiya • (verbonden met de Takasaki-lijn) Takasaki                  |
| 4 | ■Saikyō-lijn          | Station Osaki                                                      |
| 4 | ■Shōnan-Shinjuku-lijn | Station Osaki • (verbonden met de Tōkaidō-lijn) Yokohama • Odawara |
| 4 | ■Shōnan-Shinjuku-lijn | Ōsaki • (verbonden met de Yokosuka-lijn) Shin-Kawasaki • Kurihama  |

### Tokyo Metro
| 1 | OHibiya-lijn | Station Naka-Meguro (H-01)                                                  |
| 2 | OHibiya-lijn | Station Ginza (H-08) • Station Akihabara (H-15) • Station Kita-Senju (H-21) |